# Jerryssimo!
Jerryssimo! (Hook, Line & Sinker), indicato alle volte anche come Jerrysssimo! con tre "s", è un film del 1969 con protagonista Jerry Lewis. Venne girato tra l'aprile e il giugno del 1968 e distribuito nelle sale il 6 giugno 1969 dalla Columbia Pictures. In Italia fu distribuito  dalla CEIAD nel giugno 1973.

## Trama
Peter Ingersoll, un tranquillo impiegato appassionato di pesca, sta per subire un delicato intervento chirurgico in un ospedale in Cile. Prima dell'inizio dell'operazione, i medici insistono per fargli raccontare la propria storia per conoscere le circostanze che hanno condotto Peter a trovarsi in questa inusuale situazione.
Peter racconta la sua vita trascorsa in California, dove faceva l'assicuratore. Il suo miglior amico, il Dott. Scott Carter, gli dà la ferale notizia che gli rimane solo poco tempo da vivere. Sua moglie, sebbene sconvolta, prega Peter di partire per il tour mondiale di pesca che ha sempre sognato di fare. Convintosi, Peter parte ed inizia ad usare disinvoltamente la propria carta di credito, arrivando ben presto ad accumulare spese per 100.000 dollari.
Mentre è in viaggio in Portogallo, Peter viene contattato da Scott che gli dice di essersi sbagliato e che non sta per morire. Scott convince Peter, oppresso dai debiti, a inscenare la propria morte per evitare di pagare i conti e per permettere a sua moglie di intascare il premio dell'assicurazione sulla vita di 150.000 dollari. Inoltre, gli dice che dopo sette anni, allo scadere dei termini di legge, potrà infine riapparire senza perdere i soldi della polizza incassati.
Peter scopre però che l'intera faccenda è un piano architettato da sua moglie e dal Dott. Scott, che hanno una relazione. Decide quindi di mandare all'aria i loro piani, continuando a vivere. Poi un giorno, mentre sta pescando, un pescespada gli perfora il torace e il film termina con Peter sul tavolo operatorio in Cile, da dove era iniziato. Non ci viene rivelato l'esito dell'operazione.

## Produzione
Jerryssimo! (titolo originale Hook, Line & Sinker) venne girato sotto il titolo provvisorio di Kook's Tour..

## Accoglienza
Oltre dieci anni dopo la separazione da Dean Martin il percorso in solitaria di Jerry Lewis passa dall'humour che aprirà la strada a «Adriano Celentano o un Franco Franchi o, magari, un Carmelo Bene», come ha avuto modo di scrivere Marco Giusti, a quella che è stata chiamata, proprio a proposito di Jerryssimo, comicità del male, che darà spunti a film successivi quali Funny People come scrive Roberto Silvestri. Jerry Lewis si allontana anche «dal revival comico di nostalgia, con la riesumazione delle torte in faccia e degli inseguimenti strepitosi, come fa invece nel suo Questo pazzo, pazzo, pazzo, pazzo mondo» quale attore non accreditato. 